# اتلرد بدسگال
اتلرد بدسگال یا اتلرد کُند یا اتلرد بدفهمیده (به انگلیسی باستان: Æþelræd,Unræd) (به انگلیسی: Aethelred the Unready) (حدود ۹۶۸–۲۳ آوریل ۱۰۱۶ میلادی) پادشاه انگلستان میان سال‌های ۹۷۸ تا ۱۰۱۳ و ۱۰۱۴ تا ۱۰۱۶ میلادی بود.
او یکی از پادشاهان انگلستان پیش از چیرگی نورمن‌ها بر این سرزمین، پسر شاه ادگار و از دودمان وسکس است و فرمان‌روایی اش در روزگاری بود که پادشاهان اروپا قدرت چندانی نداشتند و مهار اروپای غربی به دست زمینداران و ارل‌ها و دوک‌ها بود. بیش‌تر روزگار پادشاهی وی، به دفاع از انگلستان در مقابل هجوم دانمارکی‌ها گذشت.

## لقب بدسگال
Unraed واژه‌ای است که در انگلیسی امروز بسیار همانند واژهٔ Unready به چشم می‌آید و از همین رو ای بسا لقب اتلرد، ناآماده فهمیده شود. حال آن که این واژه در انگلیسی کهن از دو بخش «un» به معنای بدی، شر و «ræd» به معنای رایزن و مشاور است. به این ترتیب، معنای این ترکیب رایزنِ بدی خواهد بود. اگر آن را به صورت کوتاه بدرایزن بیاوریم در فارسی ممکن است معنای کسی را به دست دهد که از مشاوران و رایزنان بدفکر و شروری برخوردار بوده؛ حال آن که مراد آن که او خود به بدی و شر مشاور و رهبر بوده‌است. طرفه آن که نام خود اتلرد نیز از دو بخش «Æþel» و «ræd» به معنای رایزن اصیل یا رایزن نیک و گویا لقبش رویارو با نامش در بارهٔ او رواج یافته‌است.

## بر تخت پادشاهی نشستن
اتلرد در آغاز سده‌های میانه و در روزگاری که پادشاه قدرت چندانی نداشت می‌زیست. او پسر کوچک‌تر ادگار پادشاه انگلستان و همسر دومش الفثریث بود. پس از مرگ ادگار، اشراف و نجیب‌زادگان انگلیسی بر دو دسته شدند. گروهی هواخواه جانشینی ادوارد پسر بزرگ‌تر ادگار بودند و گروهی دیگر پشتیبان برادر ناتنی کوچک‌تر، یعنی اتلرد. به هر روی ادوارد به پادشاهی رسید. اما پس از اندکی انگلستان به ورطهٔ جنگ داخلی افتاد. پادشاهی ادوارد چندان به درازا نکشید و او در ۱۸ مارس ۹۷۸ م. در کُرف کشته شد. از همین رو به ادوارد شهید آوازه یافت. اگرچه شرح مبهمی از چندوچون کشته شدن ادوارد در دست است اما یکی از کسانی که همواره در این ماجرا متهم بوده‌است برادرش اتلرد بدسگال است. به هر روی اتلرد پس از برادرش بر تخت پادشاهی انگلستان نشست.

## پادشاهی
حملات غارت گرانه دانمارکی‌ها به خاک انگلستان، اتلرد را بر آن داشت از مزدوران دانمارکی علیه خود دانمارکی‌ها استفاده کند که از این راه نتیجه چندانی عاید او نشد. ادامه حملات مخرب و بد عهدی مزدوران موجب شد اتلرد ۱۳ نوامبر سال ۱۰۰۲ میلادی دستور به قتل‌عام تمامی دانمارکی‌های در دسترس بدهد. نقل‌هایی از کشته شدن خواهر اسون، پادشاه دانمارک در این کشتار آمده‌است. سال بعد جنگ بین دو پادشاه شعله‌ور شد و دانمارکی‌ها شهرهای انگلستان را به آتش کشیدند. این جنگ تا هنگام مرگ هر دو پادشاه به طول انجامید.
اتلرد که در خود یارای رویارویی را با سوین نمی‌دید به آبخست وایت و سپس به نورماندی گریخت و سوین در ۱۰۱۳ م. به عنوان پادشاه انگلستان پذیرفته شد. اتلرد با اما، دختر دوک نورماندی ازدواج کرد تا پیوندی خونی استواری ایجاد کند و پشتیبانی برای رویارویی با دانمارکی‌ها داشته باشد. به هر صورت تا هنگامی که سوین بر تخت پادشاهی انگلستان تکیه داشت نتوانست به انگلستان بازگردد.
اتلرد پس از مرگ سوین در ۱۰۱۴ م. به انگلستان بازگشت و در حالی که کنیوت به جانشینی سوین برخاسته بود، با فشار بزرگان انگلیسی بر تخت پادشاهی نشست. اتلرد سرانجام در ۱۰۱۶ درگذشت و پسر بزرگ اش ادموند برای مدت کوتاهی بر جای او نشست.

## جانشینان
دیگر فرزند اتلرد که بر تخت پادشاهی انگلستان نشست، قدیس ادوارد خستو بود.